# Barnimie (gromada)
Barnimie – dawna gromada, czyli najmniejsza jednostka podziału terytorialnego Polskiej Rzeczypospolitej Ludowej w latach 1954–1972.
Gromady, z gromadzkimi radami narodowymi (GRN) jako organami władzy najniższego stopnia na wsi, funkcjonowały od reformy reorganizującej administrację wiejską przeprowadzonej jesienią 1954 do momentu ich zniesienia z dniem 1 stycznia 1973, tym samym wypierając organizację gminną w latach 1954–1972.
Gromadę Barnimie z siedzibą GRN w Barnimiu utworzono – jako jedną z 8759 gromad na obszarze Polski – w powiecie choszczeńskim w woj. szczecińskim na mocy uchwały nr V/42/54 WRN w Szczecinie z dnia 5 października 1954. W skład jednostki weszły obszary dotychczasowych gromad Barnimie, Dominikowo, Konotop, Niemieńsko i Zatom oraz miejscowość Nowa Korytnica z dotychczasowej gromady Studnica ze zniesionej gminy Barnimie, a także miejscowość Tustanowice z dotychczasowej gromady Brzeziny ze zniesionej gminy Kołki – w tymże powiecie. Dla gromady ustalono 14 członków gromadzkiej rady narodowej.
1 stycznia 1962 gromadę zniesiono, a jej obszar włączono do gromady Drawno w tymże powiecie.